# Syllepte pallidinotalis
Syllepte pallidinotalis is een vlinder uit de familie van de grasmotten (Crambidae). De wetenschappelijke naam van deze soort is voor het eerst voorgesteld als Nacoleia pallidinotalis door George Francis Hampson in een publicatie uit 1912.
De soort komt voor in West-China en Japan .